# Sasunaga albistrigata
Sasunaga albistrigata là một loài bướm đêm trong họ Noctuidae.